# 卡代納齊岩
卡代納齊岩（英語：Cadenazzi Rock）是南極洲的岩石，位於瑪麗伯德地，處於羅佩爾角以東3公里的塔卡黑火山西坡，美國地質調查局根據測量和美國海軍拍攝的空中照片繪入地圖，現時由南極條約體系管理。